# Fortitudo Mozzecane Calcio Femminile 2010-2011
Questa voce raccoglie le informazioni riguardanti la Associazione Sportiva Dilettantistica Fortitudo Mozzecane Calcio Femminile nelle competizioni ufficiali della stagione 2010-2011.

## Stagione
Il 2011 diventa l'anno di maggior rilievo nella storia della Fortitudo: la prima squadra riesce anche a salire al primo posto in classifica e fino alla terzultima giornata è stata in lotta per raggiungere il massimo traguardo. Il 4º posto finale è il massimo storico mai raggiunto con la squadra prima anche nella classifica delle reti fatte.
A livello giovanile la formazione Primavera entra ancora nei primi otto posti d'Italia e viene eliminata dal Torino, poi campione d'Italia. In ripresa anche il settore Under-14 dopo qualche anno di crisi.

## Organigramma societario
Aggiornato alla fine della stagione
- Alberto Facincani - Presidente
- Italo Martinelli - Presidente onorario
- Tiziano Sartori - Vicepresidente
- Paolo Begnoni - Direttore amministrativo
- Daniele Signori - Team Manager
- Egidio Residori - Addetto all'arbitro
- Vetusto Caliari - Addetto stampa
- Giorgio Terrazzani - Magazziniere
- Giuseppe Boni - Responsabile sett. giovanile
- Alessio Pecchini - Responsabile tecnico

- Antonella Formisano - Allenatore
- Vittorino Pozza - Allenatore portieri
- Roberto Ciresa - Medico sociale
- Silvia Mazza - Massaggiatore
- Lara Pomari - Massaggiatore

## Rosa
Rosa aggiornata alla fine della stagione.
| N. |                   | Ruolo | Calciatrice        |
| -- | ----------------- | ----- | ------------------ |
|    | Italia (bandiera) | P     | Elisa Begnoni      |
|    | Italia (bandiera) | P     | Paola Bianchi      |
|    | Italia (bandiera) | P     | Ylenia Colcera     |
|    | Italia (bandiera) | P     | Chiara Rebonato    |
|    | Italia (bandiera) | D     | Irene Cordioli     |
|    | Italia (bandiera) | D     | Denise De Bortoli  |
|    | Italia (bandiera) | D     | Lisa Ferronato     |
|    | Italia (bandiera) | D     | Elena Nicolis      |
|    | Italia (bandiera) | D     | Elisa Pasini       |
|    | Italia (bandiera) | D     | Elena Perobello    |
|    | Italia (bandiera) | D     | Elisa Pinaroli     |
|    | Italia (bandiera) | D     | Laura Residori     |
|    | Italia (bandiera) | D     | Francesca Salaorni |
|    | Italia (bandiera) | D     | Alessia Venturini  |

| N. |                   | Ruolo | Calciatrice         |
| -- | ----------------- | ----- | ------------------- |
|    | Italia (bandiera) | C     | Laura Barbierato    |
|    | Italia (bandiera) | C     | Alessandra Bindella |
|    | Italia (bandiera) | C     | Zoe Caneo           |
|    | Italia (bandiera) | C     | Camilla Cipriani    |
|    | Italia (bandiera) | C     | Lisa Faccioli       |
|    | Italia (bandiera) | C     | Alessia Pecchini    |
|    | Italia (bandiera) | C     | Rachele Peretti     |
|    | Italia (bandiera) | C     | Debora Santin       |
|    | Italia (bandiera) | C     | Elisa Scattolini    |
|    | Italia (bandiera) | A     | Deila Boni          |
|    | Italia (bandiera) | A     | Elena Paderno       |
|    | Italia (bandiera) | A     | Rachele Perobello   |
|    | Italia (bandiera) | A     | Giulia Rizzi        |

## Risultati

### Coppa Italia
| Arbitro: | Zanonato (Vicenza) |

|             |           |                       |
| Zanotti 75’ | Marcatori | 15’ Boni 30’ Faccioli |

| Arbitro: | Mantelli (Brescia) |

|                                              |           |  |
| R. Perobello 35’ Boni 75’ (rig.), 82’ (rig.) | Marcatori |  |

| Arbitro: | Zanolla (Belluno) |

|                        |           |                                           |
| V. Barbierato 15’, 78’ | Marcatori | 32’ Nicolis 60’ R. Perobello 73’ Pecchini |

| Arbitro: | Rognoni (Trento) |

|               |           |              |
| Boni 15’, 70’ | Marcatori | 28’ Chinello |

| Arbitro: | Tugnoli (Ferrara) |

|                           |           |  |
| Cimatti 64’ Mantovani 88’ | Marcatori |  |

## Statistiche

### Statistiche di squadra
| Competizione | Punti | In casa | In casa | In casa | In casa | In casa | In casa | In trasferta | In trasferta | In trasferta | In trasferta | In trasferta | In trasferta | Totale | Totale | Totale | Totale | Totale | Totale | DR  |
| Competizione | Punti | G       | V       | N       | P       | Gf      | Gs      | G            | V            | N            | P            | Gf           | Gs           | G      | V      | N      | P      | Gf     | Gs     | DR  |
| ------------ | ----- | ------- | ------- | ------- | ------- | ------- | ------- | ------------ | ------------ | ------------ | ------------ | ------------ | ------------ | ------ | ------ | ------ | ------ | ------ | ------ | --- |
| Serie A2     | 40    | 11      | .       | .       | .       | .       | .       | 11           | .            | .            | .            | .            | .            | 22     | 12     | 4      | 6      | 51     | 34     | +17 |
| Coppa Italia | 12    | 2       | 2       | 0       | 0       | 5       | 1       | 3            | 2            | 0            | 3            | 5            | 5            | 5      | 4      | 0      | 3      | 10     | 6      | +4  |
| Totale       | 52    | .       | .       | .       | .       | .       | .       | .            | .            | .            | .            | .            | .            | 27     | 16     | 4      | 9      | 61     | 40     | +21 |

### Statistiche dei giocatori
Presenze e reti.
| Giocatore     | Serie A2 | Serie A2 | Serie A2    | Serie A2   | Coppa Italia | Coppa Italia | Coppa Italia | Coppa Italia | Totale   | Totale | Totale      | Totale     |
| Giocatore     | Presenze | Reti     | Ammonizioni | Espulsioni | Presenze     | Reti         | Ammonizioni  | Espulsioni   | Presenze | Reti   | Ammonizioni | Espulsioni |
| ------------- | -------- | -------- | ----------- | ---------- | ------------ | ------------ | ------------ | ------------ | -------- | ------ | ----------- | ---------- |
| L. Barbierato | 22       | 1        | 0           | 0          | 5            | 0            | 0            | 0            | 27       | 1      | 0           | 0          |
| E. Begnoni    | 15       | -24      | 0           | 0          | 5            | -6           | 0            | 0            | 20       | -30    | 0           | 0          |
| P. Bianchi    | 8        | -10      | 0           | 0          | 0            | 0            | 0            | 0            | 8        | -10    | 0           | 0          |
| A. Bindella   | 2        | 0        | 0           | 0          | 0            | 0            | 0            | 0            | 2        | 0      | 0           | 0          |
| D. Boni       | 21       | 16       | 2           | 0          | 4            | 5            | 2            | 0            | 25       | 21     | 4           | 0          |
| Z. Caneo      | 6        | 1        | 0           | 0          | 0            | 0            | 0            | 0            | 6        | 1      | 0           | 0          |
| C. Cipriani   | 2        | 0        | 0           | 0          | 0            | 0            | 0            | 0            | 2        | 0      | 0           | 0          |
| Y. Colcera    | 0        | 0        | 0           | 0          | 0            | 0            | 0            | 0            | 0        | 0      | 0           | 0          |
| I. Cordioli   | 20       | 0        | 3           | 1          | 2            | 0            | 0            | 0            | 22       | 0      | 3           | 1          |
| D. De Bortoli | 0        | 0        | 0           | 0          | 1            | 0            | 0            | 0            | 1        | 0      | 0           | 0          |
| L. Faccioli   | 22       | 10       | 0           | 0          | 4            | 1            | 0            | 0            | 26       | 11     | 0           | 0          |
| L. Ferronato  | 0        | 0        | 0           | 0          | 0            | 0            | 0            | 0            | 0        | 0      | 0           | 0          |
| E. Nicolis    | 21       | 1        | 4           | 0          | 5            | 1            | 0            | 0            | 26       | 2      | 4           | 0          |
| E. Paderno    | 4        | 0        | 0           | 0          | 0            | 0            | 0            | 0            | 4        | 0      | 0           | 0          |
| E. Pasini     | 15       | 0        | 1           | 0          | 4            | 0            | 0            | 0            | 19       | 0      | 1           | 0          |
| A. Pecchini   | 22       | 3        | 1           | 0          | 5            | 1            | 0            | 0            | 27       | 4      | 1           | 0          |
| R. Peretti    | 22       | 8        | 3           | 0          | 5            | 0            | 0            | 0            | 27       | 8      | 3           | 0          |
| E. Perobello  | 16       | 0        | 0           | 0          | 5            | 0            | 0            | 0            | 21       | 0      | 0           | 0          |
| R. Perobello  | 20       | 10       | 6           | 0          | 4            | 2            | 1            | 0            | 24       | 12     | 7           | 0          |
| E. Pinaroli   | 4        | 0        | 0           | 0          | 4            | 0            | 0            | 0            | 8        | 0      | 0           | 0          |
| C. Rebonato   | 0        | 0        | 0           | 0          | 0            | 0            | 0            | 0            | 0        | 0      | 0           | 0          |
| L. Residori   | 3        | 0        | 0           | 0          | 1            | 0            | 0            | 0            | 4        | 0      | 0           | 0          |
| G. Rizzi      | 11       | 1        | 0           | 0          | 5            | 0            | 0            | 0            | 16       | 1      | 0           | 0          |
| F. Salaorni   | 1        | 0        | 0           | 0          | 1            | 0            | 0            | 0            | 2        | 0      | 0           | 0          |
| D. Santin     | 5        | 0        | 0           | 0          | 0            | 0            | 0            | 0            | 5        | 0      | 0           | 0          |
| E. Scattolini | 11       | 0        | 2           | 0          | 4            | 0            | 0            | 0            | 15       | 0      | 2           | 0          |
| A. Venturini  | 22       | 0        | 3           | 0          | 3            | 0            | 0            | 0            | 25       | 0      | 3           | 0          |